# The Cat Lady
The Cat Lady – komputerowa gra przygodowa w stylistyce horroru wyprodukowana przez Remigiusza Michalskiego i wydana 1 grudnia 2012 roku w wersji angielskiej.  Jest niezależną grą komputerową stworzoną w programie Adventure Game Studio. W maju 2013 roku ukazała się wersja w języku włoskim wydana przez Zodiac Store. 4 maja 2013 wydano album muzyczny z utworami takich artystów jak Warmer, 5iah i Tears Of Mars. Ścieżkę dźwiękową gry skomponował Michał Michalski.

## Fabuła
Protagonistką gry jest Susan Ashworth, cierpiąca na depresję kobieta w średnim wieku bez żadnych przyjaciół. Jej jednymi towarzyszami są bezpańskie koty, przez co sąsiedzi uważają ją za „kocią mamę” (ang. cat lady). Pewnej nocy Susan postanawia popełnić samobójstwo, przez co przenosi się do tajemniczego, pośmiertnego miejsca, w którym spotyka Królową Czerwi (ang. Queen of Maggots). Kobieta daje jej nieśmiertelność oraz nakazuje zabić pięć osób, których nazywa pasożytami. Susan wraca do świata żywych i budzi się w szpitalu. 
Gra porusza dojrzałe tematy takie jak depresja, samobójstwo, morderstwo oraz radzenie sobie z nowotworem, jednak znajdują się w niej także humorystyczne oraz dające nadzieję momenty. Na zakończenie gry wpływają decyzje podjęte przez gracza podczas rozgrywki.

## Odbiór
Gra uzyskała uznanie krytyków oraz otrzymała w 2012 roku jedną nagrodę od serwisu Adventure Gamers – Best Story (najlepsza historia) oraz cztery nagrody od Adventure-Treff – Innovation (innowacja), Indie Adventure of 2012 (niezależna gra przygodowa 2012 roku), Best Game Environment (najlepsze środowisko gry) oraz Surprise Title (zaskakujący tytuł). Była także nominowana w sześciu kategoriach na gali nagród Adventure Game Studio w 2012 roku.